# Vârtoapele de Sus
Vârtoapele de Sus – wieś w Rumunii, w okręgu Teleorman, w gminie Vârtoape. W 2011 roku liczyła 1221 mieszkańców.